# Belastingdienst (Suriname)
De Belastingdienst is in Suriname belast met het heffen en innen van belastingen. De dienst maakt onderdeel uit van het ministerie van Financiën en Planning. 
De Belastingdienst voert belastingwetten uit en controleert de naleving van deze wetten. Ze is onder meer verantwoordelijk voor de heffing van de inkomstenbelasting en de omzetbelasting. De geheven belastingen komen in de staatskas terecht en worden besteed aan overheidsuitgaven als infrastructuur, justitie, onderwijs en gezondheidszorg.
De hoofdvestiging van de Belastingdienst is het Centraal Belastingkantoor in Combé in Paramaribo, aan de Van Sommelsdijckstraat op de hoek van de Grote Combéweg. De bouw ervan werd rond 1978 voltooid In 2011 werd nieuwbouw aan de rand van de stad aangekondigd die er niet is gekomen (stand 2022).
In 2024 begon de renovatie van d oude Amerikaanse ambassade om als nieuwe huisvesting te dienen voor de Belastingdienst.